# Polystichum adungense
Polystichum adungense är en träjonväxtart som beskrevs av H. S. Kung, Amp; L.B.Zhang, Ren-Chang Ching och Fraser-jenk. Polystichum adungense ingår i släktet Polystichum och familjen Dryopteridaceae. Inga underarter finns listade.